# Lavatoio di Vaprio d'Adda

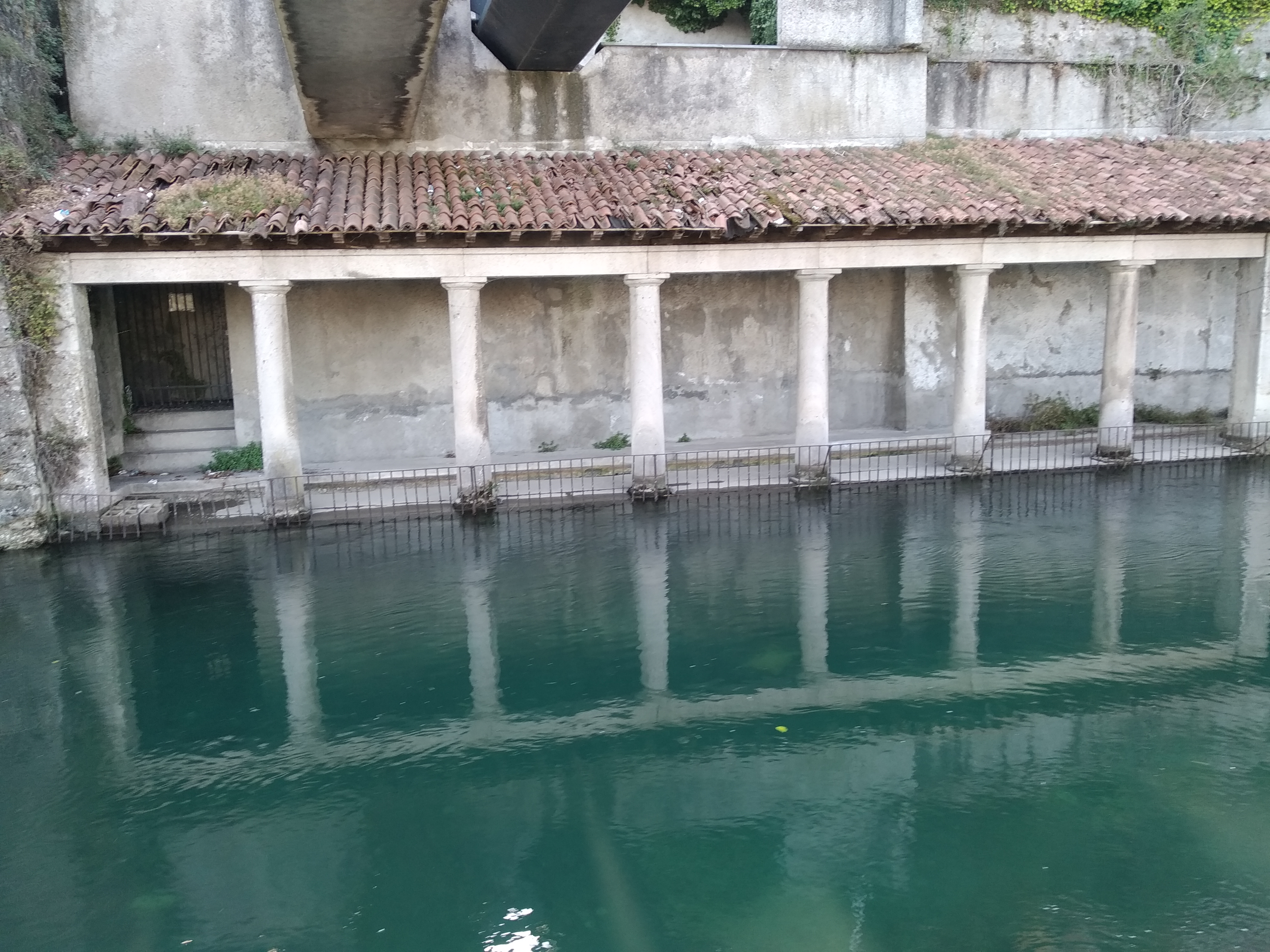
Il lavatoio sul Naviglio della Martesana a Vaprio d'Adda

Il lavatoio di Vaprio d'Adda  è la struttura nella quale le donne, dal XVIII secolo, si recavano a fare il bucato. 

## Storia
Realizzato nel XVIII secolo, sorge in corrispondenza della villa dei Visconti di Modrone lungo il naviglio della Martesana. Progettato da Leonardo da Vinci.

## Contesto urbanistico
L'acqua pulita del Naviglio offriva un servizio indispensabile ai cittadini di Vaprio d'Adda e veniva utilizzata per il lavaggio della biancheria. Le pietre su cui è costruito il lavatoio non hanno una superficie liscia e questo consentiva di strofinare i panni sporchi per lavarli. Erano inclinate in modo da consentire che l'acqua sporca potesse defluire grazie alla corrente. Per le donne i lavatoi erano luogo di fatiche e di lavoro ma anche occasione di socializzazione, e per secoli il lavatoio fu un centro di aggregazione femminile dove i maschi erano rigorosamente esclusi. La struttura è rimasta attiva fino agli anni sessanta del XX secolo.

## Architettura
Tra i venti lavatoi ancora presenti sul Naviglio Martesana quello di Vaprio d'Adda è sicuramente il più monumentale, grazie allo stile classico costituito da un colonnato formato da sei colonne in stile dorico. La copertura era originalmente costituita da scaglie di ardesia. Nel corso del tempo, in epoca non recente, è stato ampliato con l'utilizzo di materiali di fortuna e poco attinenti alla sua composizione originale. 

## Il lavatoio oggi
La posizione ribassata del lavatoio rispetto alla piazza Cavour che lo sovrasta, non ha potuto evitare ripetuti atti vandalici con la rottura dei coppi di copertura con oggetti lanciati dall'alto. Ciò ha determinato infiltrazioni d'acqua con conseguente deterioramento della struttura. Esiste un progetto di risanamento per salvarlo dall'attuale degrado e di adattare lo spazio all'allestimento di mostre visibili dall'alzaia.